# عرش القيف (إب)

تعديل مصدري - تعديل

عرش القيف هي إحدى قرى عزلة بني مدسم بمديرية إب التابعة لمحافظة إب، بلغ تعداد سكانها 411 نسمة حسب تعداد اليمن لعام 2004.